# 宁波水利航运遗址碑
宁波水利航运遗址碑是浙江省宁波市境内的一组碑刻的统称，共包含4块石碑，时代分别为元代和清代，反映了浙东运河的功能、价值和作用。其中，两块元代石碑位于海曙区境内，两块清代石碑则分别位于鄞州区和镇海区境内。2011年1月7日，上述碑刻被列为浙江省文物保护单位。

## 碑刻
宁波水利航运遗址碑共包含四块碑刻，即位于海曙区天一阁东园游廊壁的元代庆绍海运达鲁花赤千户所记碑、移建海道都漕运万户府记碑，位于鄞州区庆安会馆内的清代甬东天后宫碑以及位于镇海区澥浦镇的“奉宪勒石”碑。其中，两块元代碑记分别记录了庆绍海运达鲁花赤千户所记碑、海道都漕运万户府两所机构的历史和关系以及宁波在元代漕粮海运中的作用。甬东天后宫碑记载的是清代宁波河海联运的情形及庆安会馆（甬东天后宫）的沿革。而“奉宪勒石”碑则记载了当时宁波内河航运的管理章程，反映了航线的组成以及浙东运河和京杭运河之间的联系。

## 图片

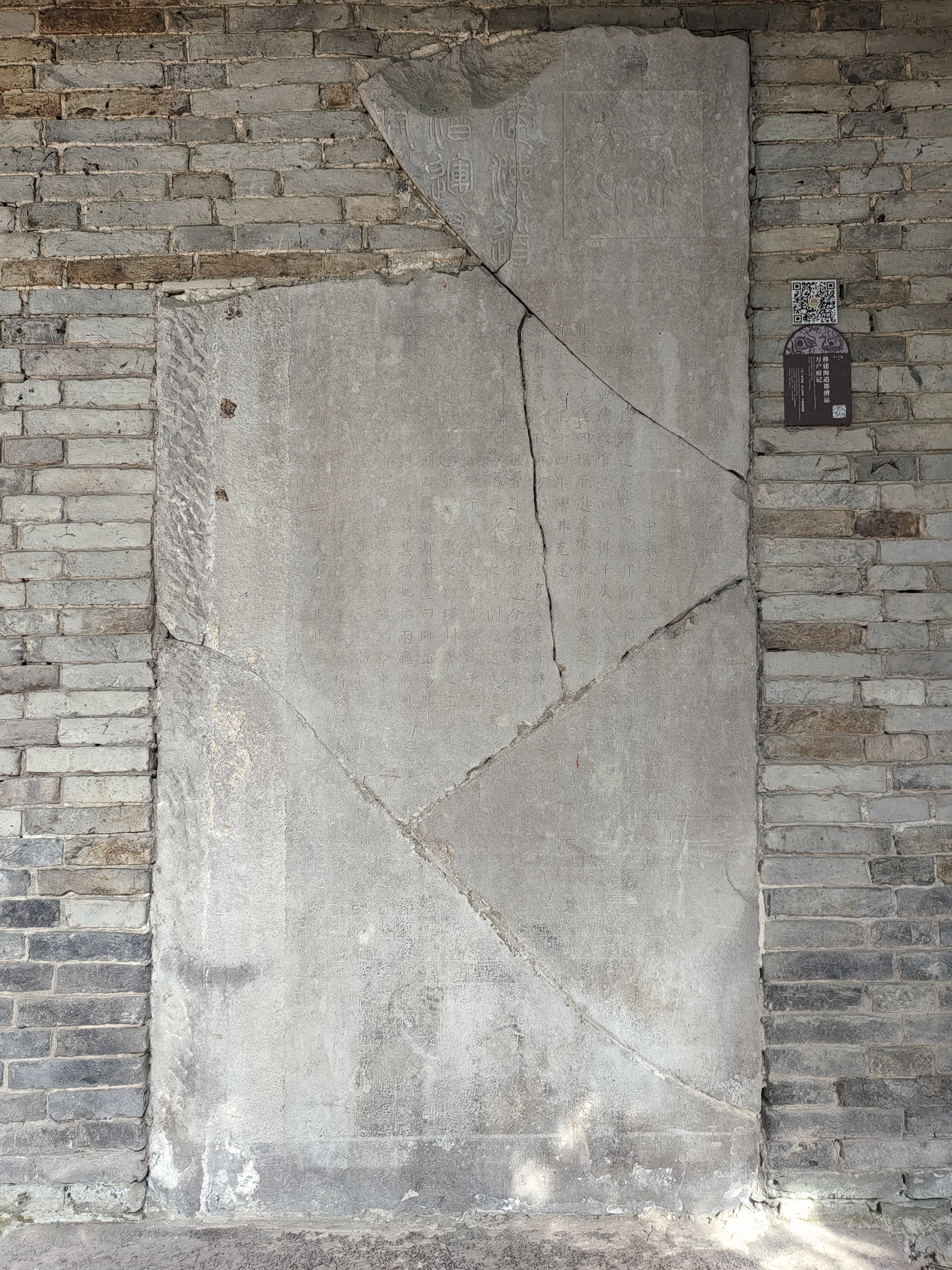
移建海道都漕运万户府记碑
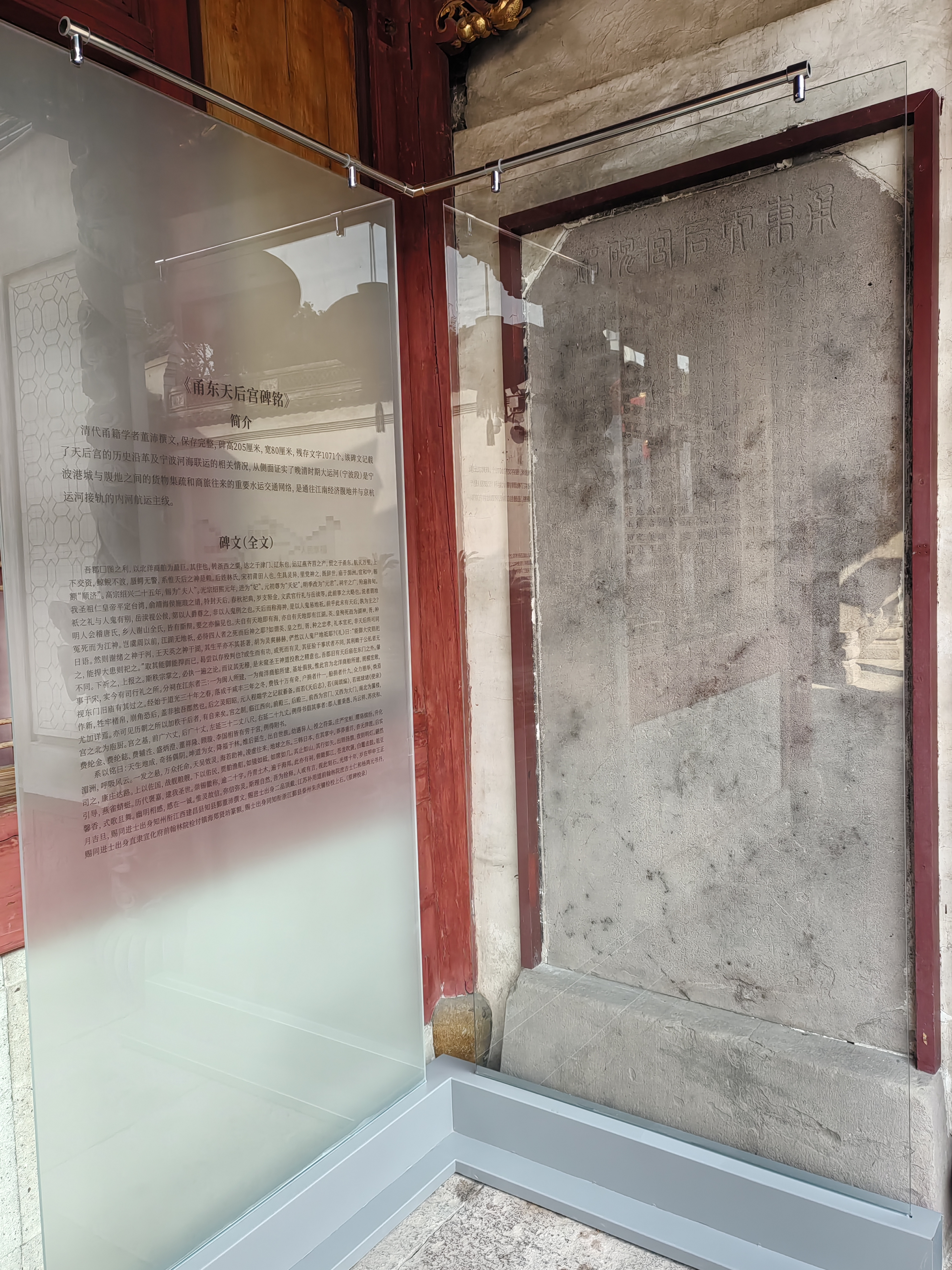
甬东天后宫碑銘
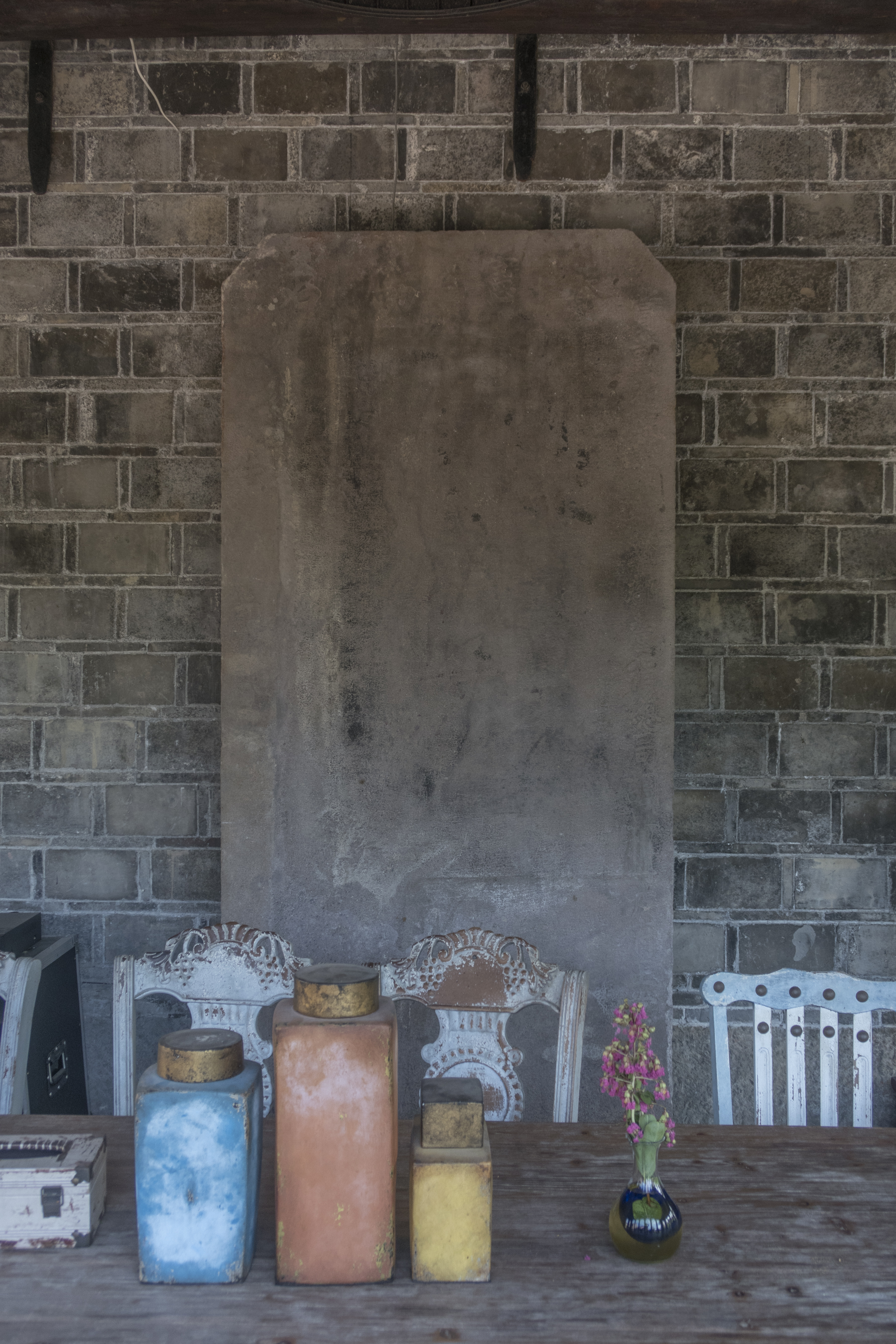
“奉宪勒石”碑